# Maiden England World Tour
Maiden England World Tour – dwudziesta pierwsza, światowa trasa koncertowa zespołu Iron Maiden, która rozpoczęła się 21 czerwca 2012 w Charlotte, a zakończyła się  5 lipca 2014 koncertem na "Festiwalu Sonisphere" w Knebworth. Zespół wystąpił w 32 państwach świata. Setlisty i scenografia trasy w dużej części opierały się na programie albumu koncertowego z 1989 roku o tym samym tytule (ponownie wydanego w 2013), nagranym podczas trasy koncertowej "7th Tour of a 7th Tour" w trakcie dwóch koncertów w hali NEC Arena w Birmingham 27/28 listopada 1988 roku. Była to jednocześnie trzecia trasa w historii grupy o charakterze retrospektywnym, pod względem poziomu zainteresowania – największa.
Pierwszy etap trasy obejmował koncerty w Ameryce Północnej, od czerwca do sierpnia 2012. Przy 34 koncertach, była to największa trasa koncertowa Iron Maiden od 12 lat, co przełożyło się na duży sukces finansowy. W 2013 zespół kontynuował trasę dając koncerty na całym świecie. Obejmowała ona m.in. występ na "Download Festival", piątego w karierze jako headliner potężnego festiwalu na torze Donington Park, ich trzeciego występu na festiwalu "Rock in Rio" w Brazylii oraz ich pierwszego koncertu w Paragwaju.
W 2014 roku, w Europie, miał miejsce ostatni etap trasy "Maiden England". Trasa okazała się jedną z najbardziej dochodowych, widowiskowych oraz spektakularnych w historii formacji. Grupę oglądała największa publiczność, przed jaką do tej pory zagrali w wielu krajach, w ramach pojedynczej trasy koncertowej. 101 koncertów tournée przyciągnęło około 3,15 mln fanów.

## Supporty

### 2012
- Alice Cooper podczas koncertów w dniach od 21 czerwca do 21 lipca[3].
- Coheed and Cambria podczas koncertów w dniach od 24 lipca do 18 sierpnia[3].

### 2013
- Voodoo Six podczas koncertów w Bilbao[4], Lizbonie[5], Paryżu[5], Frankfurcie[5], Berlinie[6], Hamburgu[5], Zurychu[5], Amsterdamie[5], Singen-Aach[5], Łodzi[5], Gdańsku[5], Oberhausen[7], Malmö, Sztokholmie[5], Bukareszcie[8], Stambule[9], Pradze, Zagrzebiu i Londynie[10].
- Ghost podczas koncertów w Singen-Aach[11], Oberhausen, Helsinkach, Mieście Meksyk, Curitibi, Buenos Aires[12], Asunción[13] i Santiago[14].
- Sabaton podczas koncertów w Singen-Aach[6], Oberhausen[6], Malmö[15], Sztokholmie[16], Sankt Petersburgu[17], Moskwie[18] i Helsinkach[19].
- Amorphis podczas koncertu w Helsinkach[20].
- Anthrax podczas koncertów w Bukareszcie[8], Stambule[9] i Zagrzebiu[21].
- Zico Chain podczas koncertu w Londynie (4 sierpnia)[10].
- Megadeth podczas koncertów w Stanach Zjednoczonych[22].
- Slayer podczas koncertów w Meksyku[23], São Paulo[24], Kurytybie[24], Buenos Aires[12], Asunción[13] i Santiago[14].
- Megadeth, Testament, Sabaton, Overkill dopełnili składu autorskiego festiwalu Iron Maiden – "The Battle of San Bernardino" (13 września 2013).

### 2014
- Anthrax podczas koncertów w Barcelonie[25], Bilbao[25] i Budapeszcie[26].
- Ghost podczas koncertów w Brnie[27], Sofii[28], Belgradzie[29], Poznaniu[30] i Roeserze[31].
- Slayer podczas koncertu w Poznaniu[30].
- Alice in Chains podczas koncertu w Arras[32].

## Setlista

### 2012/13[33]
- Introdukcja 1: "Doctor, Doctor" (z albumu Phenomenon zespołu UFO)
- Introdukcja 2:"Rising Mercury 6 (60 promo)" (z biblioteki muzyki audionetwork)

1. "Moonchild" (z albumu Seventh Son of a Seventh Son, 1988)
2. "Can I Play with Madness" (z albumu Seventh Son of a Seventh Son, 1988)
3. "The Prisoner" (z albumu The Number of the Beast, 1982)
4. "2 Minutes to Midnight" (z albumu Powerslave, 1984)
5. "Afraid to Shoot Strangers" (z albumu Fear of the Dark, 1992)
6. "The Trooper" (z albumu Piece of Mind, 1983)
7. "The Number of the Beast" (z albumu The Number of the Beast, 1982)
8. "Phantom of the Opera" (z albumu Iron Maiden, 1980)
9. "Run to the Hills" (z albumu The Number of the Beast, 1982)
10. "Wasted Years" (z albumu Somewhere in Time, 1986)
11. "Seventh Son of a Seventh Son" (z albumu Seventh Son of a Seventh Son, 1988)
12. "The Clairvoyant" (z albumu Seventh Son of a Seventh Son, 1988)
13. "Fear of the Dark" (z albumu Fear of the Dark, 1992)
14. "Iron Maiden" (z albumu Iron Maiden, 1980)

#### Bisy
- "Churchill’s Speech"

1. "Aces High" (z albumu Powerslave, 1984)
2. "The Evil That Men Do" (z albumu Seventh Son of a Seventh Son, 1988)
3. "Running Free" (z albumu Iron Maiden, 1980)

- "Always Look on the Bright Side of Life" Monty Pythona.

### 2014[33]
- "Doctor, Doctor" (z albumu Phenomenon zespołu UFO)
- "Rising Mercury 6 (60 promo)" (z biblioteki muzyki audionetwork)

1. "Moonchild" (z albumu Seventh Son of a Seventh Son, 1988)
2. "Can I Play with Madness" (z albumu Seventh Son of a Seventh Son, 1988)
3. "The Prisoner" (z albumu The Number of the Beast, 1982)
4. "2 Minutes to Midnight" (z albumu Powerslave, 1984)
5. "Revelations" (z albumu Piece of Mind, 1983)
6. "The Trooper" (z albumu Piece of Mind, 1983)
7. "The Number of the Beast" (z albumu The Number of the Beast, 1982)
8. "Phantom of the Opera" (z albumu Iron Maiden, 1980)
9. "Run to the Hills" (z albumu The Number of the Beast, 1982)
10. "Wasted Years" (z albumu Somewhere in Time, 1986)
11. "Seventh Son of a Seventh Son" (z albumu Seventh Son of a Seventh Son, 1988)
12. "Wrathchild" (z albumu Killers, 1981)
13. "Fear of the Dark" (z albumu Fear of the Dark, 1992)
14. "Iron Maiden" (z albumu Iron Maiden, 1980)

#### Bisy
- "Churchill’s Speech"

1. "Aces High" (z albumu Powerslave, 1984)
2. "The Evil That Men Do" (z albumu Seventh Son of a Seventh Son, 1988)
3. "Sanctuary" (z albumu Iron Maiden, 1980)

- "Always Look on the Bright Side of Life" Monty Pythona.

## Personel
Iron Maiden
- Bruce Dickinson – wokal, frontman
- Dave Murray – gitara
- Adrian Smith – gitara, chórki
- Janick Gers – gitara
- Steve Harris – gitara basowa, chórki
- Nicko McBrain – perkusja

Zarządzanie
- Rod Smallwood
- Andy Taylor

Menedżerzy
- Rick Roskin (Creative Artists Agency (Ameryka Płn.))
- John Jackson (K2 Agency Ltd. (Reszta świata))

Obsługa trasy
- Dickie Bell – konsultant
- Ian Day – kierownik trasy
- John "Collie" Collins – kierownik trasy koncertowej
- Patrick Ledwith – kierownik produkcji
- Zeb Minto – koordynator produkcji
- Kerry Harris – asystent
- Ian "Evo" Evans – Merchandising
- Todd Nakamine – rzecznik prasowy
- Howard Johnson – rzecznik prasowy
- Martin Walker – realizator FOH
- Michael Mule – realizator MON
- Mike Hackman – inżynier systemu PA
- Ian 'Squid' Walsh – technik dźwięku
- Antti Saari – inżynier oświetlenia
- Rik Benbow – technik sceny
- Rob Coleman – projektant oświetlenia
- Sean Brady – technik Adriana Smitha
- Michael Kenney – technik Steve’a Harrisa oraz keyboard
- Charlie Charlesworth – technik Nicko McBraina
- Justin Garrick – technik Janicka Gersa
- Colin Price – technik Dave’a Murraya
- Ashley Groom – scenografia
- Philip Stewart – scenografia
- Jude Aflalo – scenografia
- Eoin McBrien – scenografia
- Jeffrey Weir – szef ochrony
- Natasha De Sampayo – garderoba
- Andy Matthews – reżyser wideo
- Nicholas Birtwistle – realizator wideo
- Peter Lokrantz – masażysta/ochrona

## Oprawa trasy

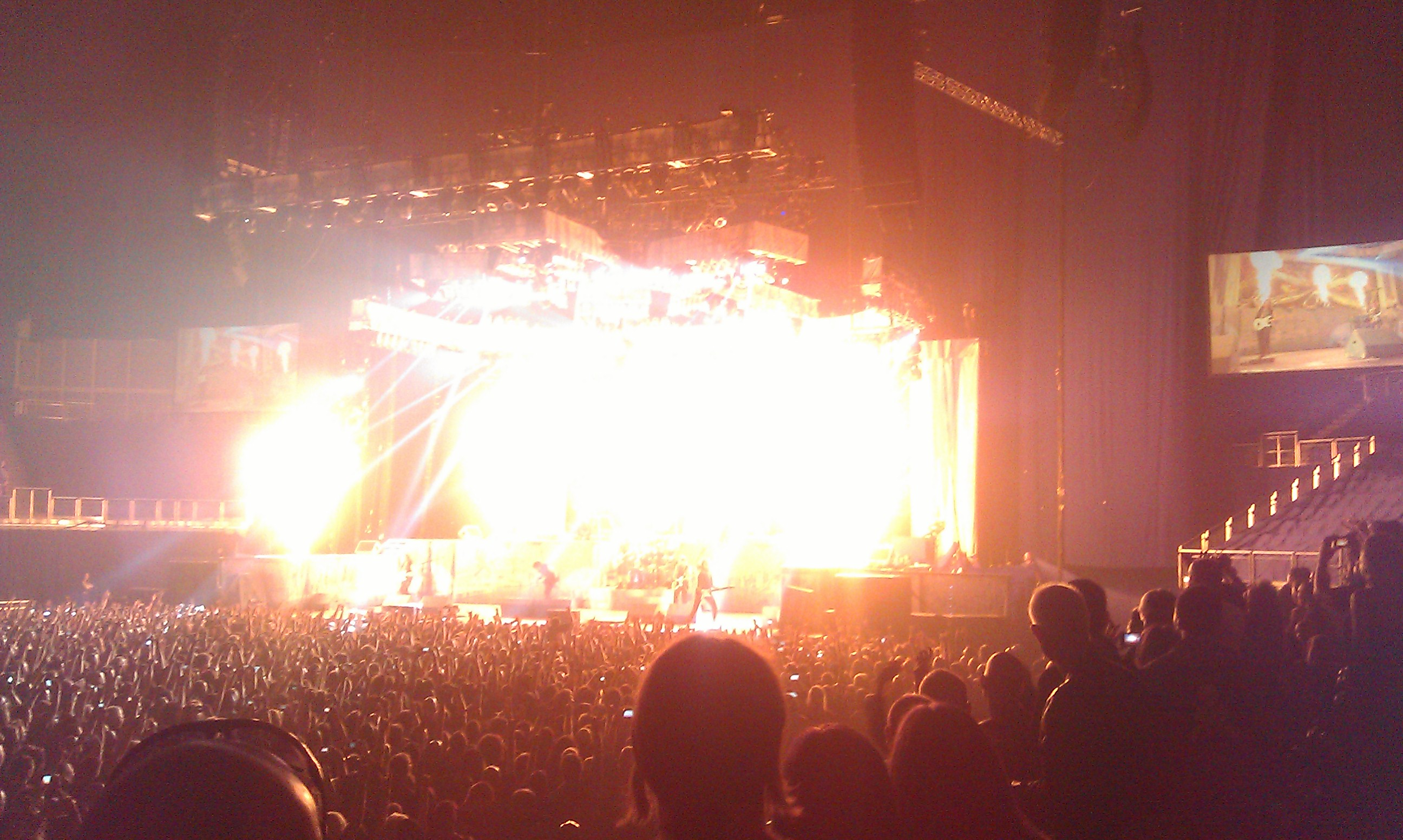
Iron Maiden 2013

Jak potwierdzano na łamach publikacji prasowych, scena grupy wykorzystywana w trakcie trasy, została zbudowana w stylu wielkiej, arktycznej twierdzy, podobnej do tej, jaką fani oglądali w epoce, podczas trasy promującej album Seventh Son of a Seventh Son. Tradycyjnie grupa wykorzystała patent ze scenografią i dekoracjami oraz malowidłami, nadrukowanymi na tworzywo naciągnięte na stelaże estrady, tylne podium, wybiegi oraz zdobiące zmieniające się w głębi estrady panoramiczne kotary. Tym razem wizualizacje zostały utrzymane w jednolitej, zimowo – futurystycznej konwencji, część z nich było specjalnie podświetlanych punktowymi reflektorami. W przeciwieństwie do minionej trasy "The Final Frontier World Tour 2010-11", grupa wykorzystała potężną pirotechnikę, zdecydowanie najbardziej intensywną w swojej historii. Jak twierdził w jednym z wywiadów Bruce Dickinson: "(...) mieliśmy zamiar używać pirotechniki zamiennie, co drugi rok, bowiem jeśli reputacja grupy miałaby wyłącznie opierać się na pokazach pirotechnicznych, to kiedy tylko by ich zabrakło, ludzie stwierdzili by: 'Ooo nie, jak nie ma piro – nie idziemy na koncert..."
Aż trzy wersje maskotek Eddiego ukazywały się na każdym koncercie: mierzący 4,6 metra, mobilny General Custer pojawiający się podczas "Run to the Hills", 'skryba - jasnowidz' (znany z wkładki do albumu Seventh Son of a Seventh Son) wyłaniający się zza zestawu perkusyjnego podczas prezentacji kompozycji "Seventh Son of a Seventh Son" w końcu mechatroniczny, potężny Eddie oparty o oryginalny wizerunek okładkowy znany z albumu Seventh Son of a Seventh Son – tradycyjnie w centralnej części utworu "Iron Maiden". Maskotka otoczona "lodowymi rzeźbami" znanymi z rewersu klasycznego albumu, miotała płomienie z wnętrza mózgoczaszki, unosząc w jednej z rąk swego potomka ukrytego w worku macicznym. W trakcie prezentacji "The Number of the Beast" pojawiła się mechatroniczna laka Bafometa, zaś Michael Kenney, który był odpowiedzialny za dźwiękowe efekty specjalne oraz partie klawiszy, pojawiał się podczas "Seventh Son of a Seventh Son" osłonięty maską, unoszony w górę wraz ze specjalnym pulpitem obudowanym piszczałkami kościelnych organów.

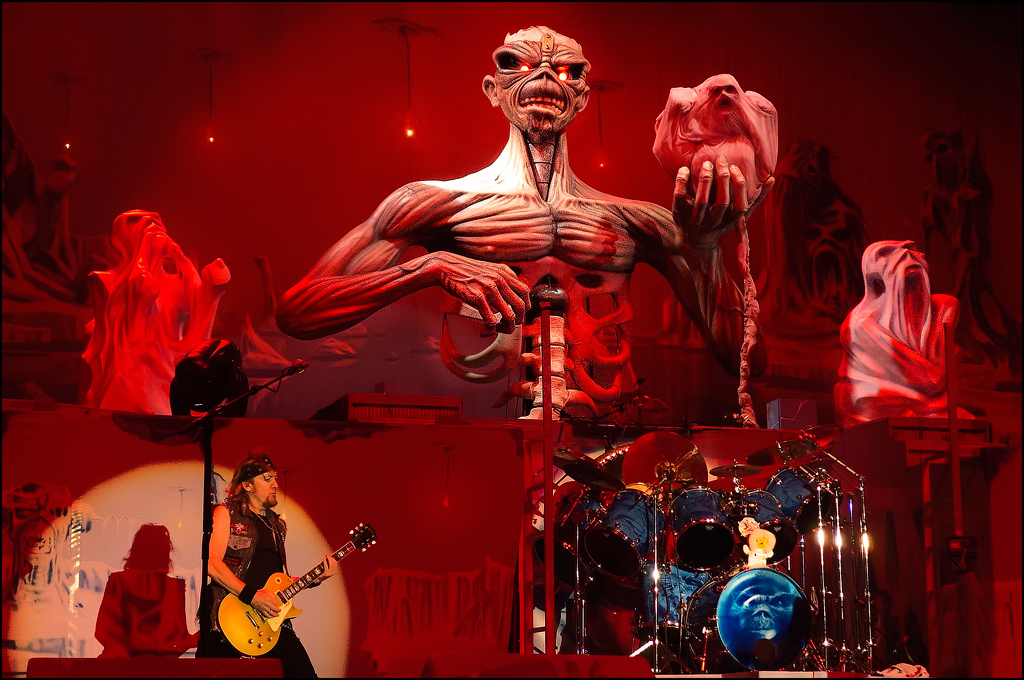
Seventh Son Eddie 2013

Steve Harris utrzymywał, iż zespół "(...) pracował nad oprawą trasy od bardzo dawna", i zdecydował aby zwrócić się o pomoc do niektórych osób, które pracowały nad oprawa oryginalnego tournee w 1988 roku. Jak twierdził "Chcieliśmy odtworzyć oryginalną konwencję, jednak o ile to możliwe, wzbogacić produkcję o współczesne osiągnięcia technologiczne. Sądzę, iż osiągnęliśmy nasz cel, jeśli weźmie się pod uwagę lightshow, rozmach pirotechniki, szereg wariantów Eddiego!" Jak twierdzono na łamach "Sarnia Observer", zespół przywiózł aparaturę "22 TIRami oraz samochodami wyładowanymi sprzętem, specjalnie na koncerty w Kanadzie" organizator "Sarnia Bayfest" - Michelle Stokley przyznawała, iż zespół zaprezentował największą produkcję, jaką ktokolwiek przywiózł na festiwal, większą niż Kiss.
Na szersze omówienie zasługuje również system oświetleniowy zastosowany na trasie. Konstrukcyjnie i konceptualnie przypominał on ten, wykorzystywany podczas oryginalnej trasy w 1988 roku. Estradę otaczały rampy świateł udekorowane tworzywem z reprodukcjami grafik w „arktycznej konwencji”. Z tylnej części oświetlenia, symetrycznie po obu stronach zawisały potężne rekwizyty przypominające ogromne stalaktyty. W centralnym punkcie, nad samą estradą umieszczono pięć potężnych bloków oświetleniowych w kształcie prostokątów, które tworzyły mobilną, pięcioramienną konstrukcję, nachylającą się w trakcie show pod wieloma kątami. Poszczególne rampy ukrywały w swoim szkielecie setki świateł (różnego rodzaju i przeznaczenia) oraz dysze systemu pirotechnicznego. Recenzenci wyrażali się o oprawie koncertów 2012 – 2014 w superlatywach.

## Daty trasy
UWAGA! w wyniku aktualizacji danych, nazwy obiektów nie muszą się pokrywać ze stanem pierwotnym, znanym z materiałów prasowych grupy.
| Data                | Miasto                        | Kraj              | Obiekt                           |                  |
| Ameryka Północna    | Ameryka Północna              | Ameryka Północna  | Ameryka Północna                 | Ameryka Północna |
| ------------------- | ----------------------------- | ----------------- | -------------------------------- | ---------------- |
| 21 czerwca 2012     | Charlotte, Karolina Północna  | Stany Zjednoczone | Verizon Wireless Amphitheatre    |                  |
| 23 czerwca 2012     | Atlanta, Georgia              | Stany Zjednoczone | Aaron's Amphitheatre             |                  |
| 26 czerwca 2012     | Mansfield, Massachusetts      | Stany Zjednoczone | Comcast Center                   |                  |
| 27 czerwca 2012     | Wantagh, Nowy Jork            | Stany Zjednoczone | Nikon at Jones Beach Theater     |                  |
| 29 czerwca 2012     | Camden, New Jersey            | Stany Zjednoczone | Susquehanna Bank Center          |                  |
| 30 czerwca 2012     | Bristow, Wirginia             | Stany Zjednoczone | Jiffy Lube Live                  |                  |
| 2 lipca 2012        | Newark, New Jersey            | Stany Zjednoczone | Prudential Center                |                  |
| 4 lipca 2012        | Milwaukee, Wisconsin          | Stany Zjednoczone | Marcus Amphitheater              |                  |
| 5 lipca 2012        | Tinley Park, Illinois         | Stany Zjednoczone | First Midwest Bank               |                  |
| 7 lipca 2012        | Ottawa, Ontario               | Kanada            | La Branton Flats                 |                  |
| 8 lipca 2012        | Québec, Quebec                | Kanada            | Colisée Pepsi                    |                  |
| 11 lipca 2012       | Montreal, Ontario             | Kanada            | Centre Bell                      |                  |
| 13 lipca 2012       | Toronto, Ontario              | Kanada            | Molson Canadian Amphitheatre     |                  |
| 14 lipca 2012       | Sarnia, Ontario               | Kanada            | Sarnia Bay Park                  |                  |
| 16 lipca 2012       | Corfu, Nowy Jork              | Stany Zjednoczone | Darien Lake Center               |                  |
| 18 lipca 2012       | Clarkston, Michigan           | Stany Zjednoczone | DTE Energy Music Theatre         |                  |
| 19 lipca 2012       | Noblesville, Indiana          | Stany Zjednoczone | Klipsch Music Center             |                  |
| 21 lipca 2012       | Cadott, Wisconsin             | Stany Zjednoczone | Rock Fest                        |                  |
| 24 lipca 2012       | Winnipeg, Manitoba            | Kanada            | MTS Centre                       |                  |
| 26 lipca 2012       | Calgary, Alberta              | Kanada            | Scotiabank Saddledome            |                  |
| 27 lipca 2012       | Edmonton, Alberta             | Kanada            | Rexall Place                     |                  |
| 29 lipca 2012       | Vancouver, Kolumbia Brytyjska | Kanada            | Rogers Arena                     |                  |
| 30 lipca 2012       | Auburn, Waszyngton            | Stany Zjednoczone | White River Amphitheatre         |                  |
| 1 sierpnia 2012     | West Valley City, Utah        | Stany Zjednoczone | USANA Amphitheatre               |                  |
| 3 sierpnia 2012     | Mountain View, Kalifornia     | Stany Zjednoczone | Shoreline Amphitheatre           |                  |
| 6 sierpnia 2012     | Phoenix, Arizona              | Stany Zjednoczone | Ashley Furniture Pavilion        |                  |
| 9 sierpnia 2012     | Irvine, Kalifornia            | Stany Zjednoczone | Verizon Wireless Amphitheatre    |                  |
| 10 sierpnia 2012    | Irvine, Kalifornia            | Stany Zjednoczone | Verizon Wireless Amphitheatre    |                  |
| 12 sierpnia 2012    | Albuquerque, Nowy Meksyk      | Stany Zjednoczone | The Pavilion                     |                  |
| 13 sierpnia 2012    | Greenwood Village, Kolorado   | Stany Zjednoczone | Comfort Dental Amphitheatre      |                  |
| 15 sierpnia 2012    | San Antonio, Teksas           | Stany Zjednoczone | AT&T Center                      |                  |
| 17 sierpnia 2012    | Dallas, Teksas                | Stany Zjednoczone | Gexa Energy Pavilion             |                  |
| 18 sierpnia 2012    | Houston, Teksas               | Stany Zjednoczone | Cynthia Woods Pavilion           |                  |
| Europa              |                               |                   |                                  |                  |
| 27 maja 2013        | Bilbao                        | Hiszpania         | Bilbao Exhibition Centre         |                  |
| 29 maja 2013        | Lizbona                       | Portugalia        | MEO Arena                        |                  |
| 31 maja 2013        | Madryt                        | Hiszpania         | Miguel Ríos Auditorium           |                  |
| 1 czerwca 2013      | Barcelona                     | Hiszpania         | Parc Del Fòrum                   |                  |
| 5 czerwca 2013      | Paryż                         | Francja           | Palais Omnisports de Paris-Bercy |                  |
| 8 czerwca 2013      | Mediolan                      | Włochy            | Fiera Open Air Arena             |                  |
| 9 czerwca 2013      | Amnéville                     | Francja           | Snowhall Parc                    |                  |
| 11 czerwca 2013     | Frankfurt                     | Niemcy            | Festhalle Frankfurt              |                  |
| 12 czerwca 2013     | Frankfurt                     | Niemcy            | Festhalle Frankfurt              |                  |
| 15 czerwca 2013     | Castle Donington              | Anglia            | Donington Park                   |                  |
| 18 czerwca 2013     | Berlin                        | Niemcy            | O2 World                         |                  |
| 19 czerwca 2013     | Hamburg                       | Niemcy            | O2 World                         |                  |
| 21 czerwca 2013     | Graz                          | Austria           | Schwarzl Freizeitzentrum         |                  |
| 22 czerwca 2013     | Zurych                        | Szwajcaria        | Hallenstadion                    |                  |
| 25 czerwca 2013     | Amsterdam                     | Holandia          | Ziggo Dome                       |                  |
| 27 czerwca 2013     | Pieszczany                    | Słowacja          | Piešťany Airport                 |                  |
| 29 czerwca 2013     | Singen-Aach                   | Niemcy            | Open Air Arena                   |                  |
| 30 czerwca 2013     | Dessel                        | Belgia            | Boeretang Festival Park          |                  |
| 3 lipca 2013        | Łódź                          | Polska            | Atlas Arena                      |                  |
| 4 lipca 2013        | Gdańsk                        | Polska            | Ergo Arena                       |                  |
| 6 lipca 2013        | Oberhausen                    | Niemcy            | Open Air                         |                  |
| 10 lipca 2013       | Malmö                         | Szwecja           | Malmö Stadion                    |                  |
| 13 lipca 2013       | Sztokholm                     | Szwecja           | Friends Arena                    |                  |
| 16 lipca 2013       | Petersburg                    | Rosja             | Pałac Lodowy                     |                  |
| 18 lipca 2013       | Moskwa                        | Rosja             | Stadion Olimpijski               |                  |
| 20 lipca 2013       | Helsinki                      | Finlandia         | Stadion Olimpijski               |                  |
| 21 lipca 2013       | Helsinki                      | Finlandia         | Stadion Olimpijski               |                  |
| 24 lipca 2013       | Bukareszt                     | Rumunia           | Piața Constituției               |                  |
| 26 lipca 2013       | Stambuł                       | Turcja            | Stadion BJK İnönü                |                  |
| 29 lipca 2013       | Praga                         | Republika Czeska  | Eden Aréna                       |                  |
| 31 lipca 2013       | Zagrzeb                       | Chorwacja         | Arena Zagreb                     |                  |
| 3 sierpnia 2013     | Londyn                        | Anglia            | The O2 Arena                     |                  |
| 4 sierpnia 2013     | Londyn                        | Anglia            | The O2 Arena                     |                  |
| Ameryka Północna    |                               |                   |                                  |                  |
| 3 września 2013     | Raleigh, Karolina Północna    | Stany Zjednoczone | Time Warner Pavilion             |                  |
| 5 września 2013     | Nashville, Tennessee          | Stany Zjednoczone | Bridgestone Arena                |                  |
| 7 września 2013     | Kansas City, Missouri         | Stany Zjednoczone | Sprint Center                    |                  |
| 8 września 2013     | Maryland Heights, Missouri    | Stany Zjednoczone | Verizon Wireless Amphitheatre    |                  |
| 10 września 2013    | Austin, Teksas                | Stany Zjednoczone | Austin360 Amphitheater           |                  |
| 12 września 2013    | Las Vegas Valley, Nevada      | Stany Zjednoczone | Mandalay Bay Events Center       |                  |
| 13 września 2013    | San Bernardino, Kalifornia    | Stany Zjednoczone | San Manuel Amphitheater          |                  |
| 17 września 2013    | Meksyk                        | Meksyk            | Foro Sol                         |                  |
| Ameryka Południowa  |                               |                   |                                  |                  |
| 20 września 2013    | São Paulo                     | Brazylia          | Anhembi                          |                  |
| 22 września 2013    | Rio de Janeiro                | Brazylia          | City of Rock                     |                  |
| 24 września 2013    | Kurytyba                      | Brazylia          | BioParque                        |                  |
| 27 września 2013    | Buenos Aires                  | Argentyna         | Estadio Monumental               |                  |
| 29 września 2013    | Asunción                      | Paragwaj          | Jockey Club                      |                  |
| 2 października 2013 | Santiago                      | Chile             | Estadio Nacional de Chile        |                  |
| Europa              |                               |                   |                                  |                  |
| 27 maja 2014        | Barcelona                     | Hiszpania         | Palau Sant Jordi                 |                  |
| 29 maja 2014        | Bilbao                        | Hiszpania         | Bizkaia Arena                    |                  |
| 31 maja 2014        | Nijmegen                      | Holandia          | Goffertpark                      |                  |
| 1 czerwca 2014      | Bologna                       | Włochy            | Arena Joe Strummer               |                  |
| 3 czerwca 2014      | Budapeszt                     | Węgry             | Budapest Sports Arena            |                  |
| 5 czerwca 2014      | Nürburg                       | Niemcy            | Nürburgring                      |                  |
| 8 czerwca 2014      | Brno                          | Republika Czeska  | Velodrom                         |                  |
| 9 czerwca 2014      | Nuremberg                     | Niemcy            | Zeppelinfeld                     |                  |
| 11 czerwca 2014     | Kopenhaga                     | Dania             | B&W Hallerne                     |                  |
| 13 czerwca 2014     | Interlaken                    | Szwajcaria        | Interlaken Airfield              |                  |
| 14 czerwca 2014     | Nickelsdorf                   | Austria           | Pannonia Fields II               |                  |
| 16 czerwca 2014     | Sofia                         | Bułgaria          | Armeec Arena                     |                  |
| 17 czerwca 2014     | Belgrad                       | Serbia            | Park Kalemegdan                  |                  |
| 20 czerwca 2014     | Clisson                       | Francja           | Val de Moine                     |                  |
| 24 czerwca 2014     | Poznań                        | Polska            | INEA Stadion                     |                  |
| 26 czerwca 2014     | Norrköping                    | Szwecja           | Bråvalla Park                    |                  |
| 28 czerwca 2014     | Bergen                        | Norwegia          | Koengen                          |                  |
| 1 lipca 2014        | Roeser                        | Luksemburg        | Herchesfeld                      |                  |
| 3 lipca 2014        | Arras                         | Francja           | Citadelle d’Arras                |                  |
| 5 lipca 2014        | Knebworth                     | Anglia            | Knebworth House                  |                  |

### Box Office
| Miasto                               | Obiekt / Festiwal                    | Sprzedaż Biletów Netto | Dochód Netto | FREKWENCJA * |
| Verizon Wireless Amphitheatre        | Charlotte                            | 17,654 (100%)          | 562,231      | 21,000       |
| Aaron's Amphitheatre at Lakewood     | Atlanta                              | 17,974 (100%)          | 514,193      | 21,000       |
| Comcast Center                       | Mansfield                            | 12,945 (100%)          | 700,658      | 18,000       |
| Nikon at Jones Beach Theater         | Wantagh                              | 12,267 (100%)          | 830,447      | 17,000       |
| Susquehanna Bank Center              | Camden                               | 17,130 (100%)          | 557,363      | 20,000       |
| Jiffy Lube Live                      | Bristow                              | 14,789 (68%)           | 644,261      | 20,000       |
| Prudential Center                    | Newark                               | 10,551 (100%)          | 797,483      | 16,000       |
| Marcus Amphitheater                  | Milwaukee / Summerfest               | 21,017 (100%)          | 1,432,765    | 25,000       |
| First Midwest Bank                   | Tinley Park                          | 22,456 (100%)          | 1,300,234    | 27,000       |
| La Branton Flats                     | Ottawa / BayFest                     | 0                      | 0            | 32,000       |
| Colisée Pepsi                        | Quebec City                          | 10,080 (100%)          | 610,729      | 13,000       |
| Bell Centre                          | Montreal                             | 11,689 (100%)          | 843,948      | 15,000       |
| Molson Canadian Amphitheatre         | Toronto                              | 16,010 (100%)          | 893,088      | 20,000       |
| Sarnia Bay Park                      | Sarnia / BlueFest                    | 0                      | 0            | 42,000       |
| Darien Lake Performing Arts Center   | Corfu                                | 10,098 (50%)           | 455,476      | 12,000       |
| DTE Energy Music Theatre             | Clarkston                            | 13,298 (100%)          | 417,603      | 17,000       |
| Klipsch Music Center                 | Noblesville                          | 17,123 (80%)           | 360,314      | 20,000       |
| Cadott Fields                        | Cadott / RockFest                    | 0                      | 0            | 56,000       |
| MTS Centre                           | Winnipeg                             | 8,234 (70%)            | 494378       | 11,000       |
| Scotiabank Saddledome                | Calgary                              | 10,086 (100%)          | 687,601      | 12,000       |
| Rexall Place                         | Edmonton                             | 10,352 (100%)          | 837,142      | 13,000       |
| Rogers Arena                         | Vancouver                            | 12,345 (100%)          | 867,133      | 18,000       |
| White River Amphitheatre             | Auburn                               | 11,213 (66%)           | 447,441      | 15,000       |
| USANA Amphitheatre                   | West Valley City                     | 13,123 (80%)           | 608,951      | 16,000       |
| Shoreline Amphitheatre               | Mountain View                        | 12,134 (60%)           | 494,247      | 16,000       |
| Ashley Furniture Pavilion            | Phoenix                              | 17,453 (100%)          | 1,053,122    | 20,000       |
| Verizon Wireless Amphitheatre        | Irvine                               | 28,675 (100%)          | 1,409,540    | 36,000       |
| The Pavilion Amphitheatre            | Albuquerque                          | 14,233 (100%)          | 856,444      | 17,000       |
| Comfort Dental Amphitheatre          | Greenwood Village                    | 16,756 (100%)          | 1,396,987    | 22,000       |
| AT&T Center                          | San Antonio                          | 14,567 (100%)          | 856,456      | 20,000       |
| Gexa Energy Pavilion                 | Dallas                               | 19,150 (100%)          | 656,567      | 20,000       |
| Cynthia Woods Mitchell Pavilion      | The Woodlands                        | 15,543 (100%)          | 656,127      | 20,000       |
| Bilbao Exhibition Centre             | Bilbao                               | 5,678 (100%)           | 545,111      | 8,000        |
| Pavilhão Atlântico                   | Lisbon                               | 18,013 (100%)          | 783,203      | 23,000       |
| Miguel Ríos Auditorium               | Madrid / Sonisphere Fest             | 0                      | 0            | 36,000       |
| Parc Del Fòrum                       | Barcelona / Sonisphere Fest          | 0                      | 0            | 34,000       |
| Palais Omnisports de Paris-Bercy     | Paris                                | 16,530 (100%)          | 1,180,960    | 20,000       |
| Fiera Open Air Arena                 | Milan / Sonisphere Fest              | 0                      | 0            | 45,000       |
| Snowhall Parc                        | Amneville / Sonisphere Fest          | 0                      | 0            | 50,000       |
| Festhalle                            | Frankfurt                            | 23,853 (100%)          | 1,598,910    | 32,000       |
| Donington Park                       | Donington Castle / Download Fest     | 0                      | 0            | 120,000      |
| O2 World                             | Berlin                               | 13,033 (100%)          | 733,778      | 18,000       |
| O2 World                             | Hamburg                              | 11,811 (100%)          | 807,111      | 16,000       |
| Schwarzl Freizeitzentrum             | Graz / SeeRock Festival              | 0                      | 0            | 40,000       |
| Hallenstadion                        | Zurich                               | 13,000 (100%)          | 921,267      | 16,000       |
| Ziggo Dome                           | Amsterdam                            | 15,756 (100%)          | 1,198,890    | 20,000       |
| Piešťany Airport                     | Piešťany                             | 0                      | 0            | 45,000       |
| Open Air Arena                       | Singen                               | 23,000 (100%)          | 1,517,020    | 30,000       |
| Boeretang Festival Park              | Dessel / Graspop Festival            | 0                      | 0            | 72,000       |
| Atlas Arena                          | Łódź                                 | 13,836 (100%)          | 793,743      | 16,000       |
| Ergo Arena                           | Gdańsk                               | 11,964 (100%)          | 681,527      | 15,000       |
| Open Air an der KöPi-Arena           | Oberhausen                           | 26,500 (100%)          | 1,911,340    | 35,000       |
| Malmö Stadion                        | Malmö                                | 21,431 (100%)          | 1,975,910    | 28,000       |
| Friends Arena                        | Solna                                | 55,531 (100%)          | 5,672,134    | 65,000       |
| Ice Palace                           | Petersburg                           | 5,456 (100%)           | 602,456      | 7,000        |
| Olympic Stadium                      | Moscow                               | 23,454 (100%)          | 2,845,678    | 27,000       |
| Olympiastadion                       | Helsinki                             | 60,000 (100%)          | 4,762,066    | 70,000       |
| Piața Constituției                   | Bucharest                            | 12,000 (100%)          | 624,965      | 15,000       |
| BJK İnönü Stadium                    | Istanbul                             | 20,000 (100%)          | 1,444,160    | 23,000       |
| Eden Arena                           | Prague                               | 30,000 (100%)          | 1,526,660    | 33,000       |
| Arena Zagreb                         | Zagreb                               | 17,000 (100%)          | 880,915      | 23,000       |
| O2 Arena                             | London                               | 28,967 (100%)          | 2,141,110    | 35,000       |
| Time Warner Cable Music Pavilion     | Raleigh                              | 16,123 (100%)          | 459,246      | 20,000       |
| Bridgestone Arena                    | Nashville                            | 11,434 (100%)          | 629,411      | 17,000       |
| Sprint Center                        | Kansas City                          | 9,753 (100%)           | 583,694      | 14,000       |
| Verizon Wireless Amphitheater        | Maryland Heights                     | 12,122 (100%)          | 369,837      | 20,000       |
| Austin360 Amphitheater               | Austin                               | 13,237 (100%)          | 637,596      | 20,000       |
| Mandalay Bay Events Center           | Las Vegas                            | 8,567 (100%)           | 633,499      | 12,000       |
| San Manuel Amphitheater              | Devore                               | 41,802 (100%)          | 1,561,238    | 45,000       |
| Foro Sol                             | Mexico City                          | 53,645 (100%)          | 2,245,413    | 60,000       |
| Anhembi Arena                        | São Paulo                            | 48,234 (100%)          | 3,515,677    | 60,000       |
| City of Rock                         | Rio de Janeiro / Rock in Rio         | 115,000 (115%)         | 15,320,000   | 130,000      |
| Bio Parque                           | Curitiba                             | 23,122 (100%)          | 1,234,567    | 25,000       |
| Estadio River Plate                  | Buenos Aires                         | 55,111 (100%)          | 3,123,455    | 60,000       |
| Jockey Club                          | Asunción                             | 27,139 (100%)          | 899,559      | 37,000       |
| Estadio Nacional                     | Santiago                             | 59,765 (100%)          | 2,696,550    | 70,000       |
| Palau Saint Jordi                    | Barcelona                            | 18,567 (100%)          | 1,234,678    | 22,000       |
| Bizkaia Arena                        | Bilbao                               | 14,233 (100%)          | 1,023,981    | 18,000       |
| Goffertpark                          | Nijmegen / FortaRock Fest            | 0                      | 0            | 45,000       |
| Arena Joe Strummer                   | Bologna / Rock in Idro Fest          | 0                      | 0            | 32,000       |
| Budapest Sports Arena                | Budapest                             | 13,123 (100%)          | 860,122      | 16,000       |
| Nürburgring                          | Nürburg / Rock am Ring Fest          | 0                      | 0            | 110,000      |
| Velodrom Stadium                     | Brno                                 | 12,189 (100%)          | 748,976      | 16,000       |
| Zeppelinfeld                         | Nuremberg / Rock im Park Fest        | 0                      | 0            | 90,000       |
| B&W Hallerne                         | Copenhagen / Copenhell Fest          | 0                      | 0            | 25,000       |
| Interlaken Airfield                  | Interlaken / Greenfield Fest         | 0                      | 0            | 25,000       |
| Pannonia Fields II                   | Nickelsdorf / Nova Rock Fest         | 0                      | 0            | 65,000       |
| Armeec Arena                         | Sofia                                | 14,456 (100%)          | 734,876      | 18,000       |
| Park Kalemegdan                      | Belgrad                              | 20,789 (100%)          | 1,321,345    | 26,000       |
| Val de Moine                         | Clisson / HellFest Fest              | 0                      | 0            | 100,000      |
| INEA Stadion                         | Poznań                               | 24,567 (100%)          | 1,434,345    | 29,000       |
| Bråvalla Park                        | Norrköping / Bråvalla Fest           | 0                      | 0            | 65,000       |
| Koengen                              | Bergen / Bergen Calling Fest         | 0                      | 0            | 25,000       |
| Herchesfeld                          | Roeser                               | 12,341 (100%)          | 1,340,201    | 15,000       |
| Citadelle d’Arras                    | Arras / Main Square Fest             | 0                      | 0            | 30,000       |
| Knebworth House                      | Knebworth / Sonisphere Fest          | 0                      | 0            | 65,000       |
| SUMA (Indywidualne / Ogół): 76 / 101 | SUMA (Indywidualne / Ogół): 76 / 101 | 1,515,821 / 96,2%      | 100,000,109  | 3,112,000    |

* Dane dotyczą ostatecznej liczby uczestników w odniesieniu do maksymalnej pojemności obiektów z uwzględnieniem zaproszonych gości, wolontariuszy, darmowych uczestników imprez oraz posiadaczy biletów udostępnianych poza głównymi kanałami dystrybucji. W zależności od lokalizacji koncertu tzw. dane brutto mogą się znacznie różnić od wartości wyjściowych.